# گرگوری اچنیکه
گرگوری اچنیکه (اسپانیایی: Gregory Echenique‎؛ زادهٔ ۲۰ نوامبر ۱۹۹۰) بازیکن بسکتبال اهل ونزوئلا است.
وی در مسابقات کشوری و بین‌المللی در مجموع برندهٔ ۱ مدال طلا، ۱ مدال نقره شده‌است.